# Iwata (fonderie typographique)
Pour les articles homonymes, voir Iwata (homonymie).
Iwata Corporation est une fonderie typographique japonaise, fondée en 1920 et basée dans le district Iwamotochō de Chiyoda à Tokyo. Son président est Akira Mizuno.

## Histoire
Iwata Matrix Co. est fondé en 1920 par Iwata Hyakuzo. Elle est spécialisée dans la production de matrice pour l’imprimerie typographique. La compagnie Iwata Matrix Co. est créée pour gérer la vente des polices d’écriture produites par Iwata Matrix Co. En 2001, Iwata Matrix Co. et Iwata Co. fusionnent pour devenir Iwata Corporation.
En 2009, Iwata reçoit le Good Design Award pour sa police de caractère Universal Design Font.